# タイワンホトトギス
タイワンホトトギス（台湾杜鵑草、学名：Tricyrtis formosana ）はユリ科ホトトギス属の多年草。

## 特徴
地下茎はよく分枝する。茎もよく枝分かれし、高さは25-80cmになる。葉は互生し、葉身は倒披針形、狭い楕円状披針形または倒卵形で、長さ8-13cm、幅2.5-4.5cmになり、先端はとがり、基部は心形になって茎を抱く。茎には斜上する毛がある。
花期は9-10月。茎先に腺毛のある散房花序をつけ、数個の花を上向きにつける。小花柄は1-6cmになり、軟毛が生えるか無毛。花被片は6個で、長さ2-4cm、幅4-11mmあり、ラッパ状に開き、白色から淡紫色で内面に紅紫色の斑点がある。3個の内花被片と3個の外花被片があり、外花被片の方の幅が広く、外花被片の基部に袋状のふくらみが2つにはっきりと分かれる。雄蕊は6個で、花糸は互いに寄り添って立ち、上部で反り返って先端に葯を外向きつける。花柱の先は3つに分かれて球状の突起があり、各枝の先はさらに2裂する。花糸、花柱ともに紅紫色の斑点がある。果実は披針形体の蒴果で3稜があり、長さ2.5-3.5cm、幅5-6mmになり、熟すと胞間裂開する。

## 分布と生育環境
台湾では、ごくふつうに見られるホトトギス属の種である。日本では沖縄県の西表島に分布し、滝の水が滴るような場所に生育する。観賞用に栽培もされる。

## 保全状況評価
絶滅危惧IA類 (CR)（環境省レッドリスト）
（2012年環境省レッドリスト）

## ギャラリー
- 花被片はラッパ状に開き、基部のふくらみが2つに分かれる。